# Louise Laprade
Pour les articles homonymes, voir Laprade.
Louise Laprade, née à Montréal le 16 février 1947, est une actrice québécoise, une animatrice télé et une metteuse en scène.

## Biographie
Née en 1947, Louise Laprade est diplômée du Conservatoire d'art dramatique de Montréal, promotion 1970. Elle s'oriente vers une carrière de comédienne, mais participe également à ses débuts à l'animation de 
Tam-Tam, une émission pour la jeunesse de la télévision de Radio Canada, ICI Radio-Canada Télé,. 
Comme comédienne, elle intervient pendant plusieurs décennies, de la deuxième partie des années 1970 aux années 2010, dans de nombreuses interprétations, au cinéma, dans des séries télévisées, et bien sûr au théâtre,.
Elle est également metteuse en scène, et participe aussi en 1979, avec Nicole Lecavalier et Pol Pelletier, à la création d'une compagnie théâtrale féministe, le TEF, Théâtre expérimental des femmes, par scission au sein du TEM, ou Théâtre expérimental de Montréal.

## Filmographie
- 1976 : L'Heure Bleue (court-métrage)
- 1976 : Tam-Tam (émission de télévision) : co-animatrice[1]
- 1984 : Le Dernier Glacier : Carmen
- 1990 : Le Party : Journaliste
- 1990 : L'Amour avec un grand A (épisode Françoise et Pierre et Céline) : Françoise
- 1991 : Super Trio (court-métrage)
- 1991 : Marilyn (série télévisée) : Paula Melançon
- 1994 : À nous deux! (série télévisée) : Joëlle Poirier
- 1994 : 4 et demi... (série télévisée) : Solange Dubé
- 1995 : Les Héritiers Duval (série télévisée) : gynécologue
- 1996 : L'Escorte : mère de Philippe
- 1997 : Bouscotte (série télévisée) : Léonie Beauchemin
- 1998 : La Princesse astronaute (série télévisée) : Sinistra, méchante sorcière
- 2002 : Annie et ses hommes (série télévisée) : psychologue
- 2004 : Premier juillet, le film : Bernadette
- 2004 : Un monde à part (série télévisée) : Paule Garneau
- 2005 : Amnésie, l'énigme James Brighton : Geneviève Marler
- 2005 : Vice caché (série télévisée) : Suzanne
- 2006 : La Chambre no 13 (série télévisée) : Madeleine
- 2006 : Histoire de famille : Sœur Agnès
- 2009 : Chabotte et fille (série télévisée) : Marie Lussier
- 2010 : Trauma (série télévisée) : mère de Steve McGinnis
- 2010 : Toute la vérité (série télévisée) : Juge Doyon
- 2013 : Unité 9 (série télévisée) : Monique
- 2014 : 30 vies (série télévisée) : Lorraine
- 2016 : Boris sans Béatrice : Pauline Malinovsky
- 2024 : Se fondre de Simon Lavoie : détenue